# Лижна повітряна акробатика

Лижна повітряна акробатика — олімпійська дисципліна, вид фристайлу, в якому лижники виконують акробатичні трюки, стрибаючи зі спеціального трампліна. В повітряній акробатиці оцінюються висота стрибка (20 %), акробатичні елементи (50 %) і приземлення (30 %). Набрані оцінки множаться на коефіцієнт складності.
Лижна акробатика входить до програми Олімпійських ігор, починаючи з Олімпіади 1994 в Ліллехаммері.